# Sopotnia Mała (gromada)
Sopotnia Mała (1971–72 Sopotnia) – dawna gromada, czyli najmniejsza jednostka podziału terytorialnego Polskiej Rzeczypospolitej Ludowej w latach 1954–1972.
Gromady, z gromadzkimi radami narodowymi (GRN) jako organami władzy najniższego stopnia na wsi, funkcjonowały od reformy reorganizującej administrację wiejską przeprowadzonej jesienią 1954 do momentu ich zniesienia z dniem 1 stycznia 1973, tym samym wypierając organizację gminną w latach 1954–1972.
Gromadę Sopotnia Mała z siedzibą GRN w Sopotni Małej utworzono – jako jedną z 8759 gromad na obszarze Polski – w powiecie żywieckim w woj. krakowskim, na mocy uchwały nr 32/IV/54 WRN w Krakowie z dnia 6 października 1954. W skład jednostki wszedł obszar dotychczasowej gromady Sopotnia Mała ze zniesionej gminy Jeleśnia w tymże powiecie. Dla gromady ustalono 12 członków gromadzkiej rady narodowej.
30 czerwca 1960 do gromady Sopotnia Mała przyłączono obszar zniesionej gromady Sopotnia Wielka.
Gromada przetrwała do końca 1972 roku, czyli do kolejnej reformy gminnej.